# Zygophyxia conscensa
Zygophyxia conscensa är en fjärilsart som beskrevs av Swinhoe 1885. Zygophyxia conscensa ingår i släktet Zygophyxia och familjen mätare. Inga underarter finns listade i Catalogue of Life.